# Lars Bökenkröger
Lars Bökenkröger (* 14. März 1974 in Bad Oeynhausen) ist ein deutscher Politiker (CDU). Er ist seit 2020 Bürgermeister der nordrhein-westfälischen Stadt Bad Oeynhausen.

## Leben
Lars Bökenkröger wuchs in Bad Oeynhausen auf. Sein Abitur machte er am Immanuel-Kant-Gymnasium. Seinen Wehrdienst leistete er in der Herzog-von-Braunschweig-Kaserne in Minden ab. An der Freien Universität Berlin studierte er Politikwissenschaft. Nachdem er wissenschaftlicher Mitarbeiter eines Bundestagsabgeordneten war (von 1999 bis 2001), machte er noch einen Abschluss als Diplom-Kaufmann (FH) bei der AKAD und an der Deutschen Akademie für Public Relations in Düsseldorf als PR-Berater.
Er arbeitete bei der Handwerkskammer Frankfurt-Rhein-Main in Frankfurt, bei der PR- und Lobbyagentur APCO Worldwide in Bonn und bei der Hoffmann Group in München. Seit 2015 war er Pressesprecher der Bielefelder Regionalmarketing- und Regionalentwicklungsgesellschaft OstWestfalenLippe GmbH.
Er wohnt im Bad Oeynhausener Stadtteil Oberbecksen.

## Politischer Werdegang und Bürgermeisteramt
Der CDU trat Lars Bökenkröger 1996 bei. Seit April 2018 war er Vorsitzender der CDU Rehme Oberbecksen Babbenhausen.
Bei der Bürgermeisterwahl 2020 trat er gegen den Amtsinhaber Achim Wilmsmeier (SPD) an. Im ersten Wahlgang lag er bei einer Wahlbeteiligung von 48,89 Prozent mit 35,23 Prozent der gültigen Stimmen nur knapp vor Wilmsmeier (34,92 Prozent), was 59 Stimmen entsprach. Achim Wilmsmeier war der Kandidat der SPD, BDO, UW Bad Oeynhausen und Der Linken. Die Stichwahl konnte Bökenkröger dann bei einer Wahlbeteiligung von 38,08 Prozent mit fast 20 Prozentpunkten Vorsprung gewinnen.

## Veröffentlichungen
- Mitherausgeber zusammen mit Arnd Klein-Zirbes und Martina Schickel: Das Handwerk – Vielfalt und Kompetenz im Rhein-Main-Gebiet : eine Informationsschrift der Handwerkskammer Rhein-Main. Handwerkskammer Rhein-Main, Frankfurt am Main 2003.
- Das Machtverhältnis zwischen Partei und Fraktion: Die Berliner CDU zwischen 1990 und 2000. VDM Verlag Dr. Müller, Saarbrücken 2008, ISBN 978-3-639-06248-9.